# Avalon (schiereiland)
Avalon is een schiereiland van 9220 km² dat het zuidoostelijke deel van het Canadese eiland Newfoundland vormt. Avalon, dat met de rest van Newfoundland verbonden is via de smalle istmus van Avalon, is veruit de meest dichtbevolkte regio van de hele provincie.

## Geografie
De relatief lange en smalle istmus die Avalon met de rest van Newfoundland verbindt, grenst in het noorden aan Trinity Bay en in het zuiden aan Placentia Bay. Het schiereiland heeft een onregelmatige vorm doordat er langs weerszijden een grote baai in de kustlijn insnijdt, namelijk St. Mary's Bay in het zuiden en Conception Bay in het noorden. Hierdoor heeft Avalon met Bay de Verde en de regio van de Cape Shore twee grote subschiereilanden. Avalon telt voorts verschillende kleinere baaien, waaronder Trepassey Bay en Witless Bay.
Het schiereiland telt vele honderden meren, waaronder bijvoorbeeld Middle Gull Pond (4,5 km²), Lawrence Pond (0,23 km²) en Blue Pond (0,19 km²). Daarnaast heeft Avalon ook verschillende rivieren, waaronder de 30 km lange Branch River en de 26 km lange Rocky River.
Cape Spear, een kaap net buiten de provinciehoofdstad St. John's, is het oostelijkste punt van Noord-Amerika (exclusief Groenland). Andere belangrijke kapen zijn Cape Race en Cape Freels, respectievelijk het zuidoostelijkste en zuidelijkste punt van het eiland.
De Trans-Canada Highway doorkruist Avalon van aan de istmus tot in St. John's. De oostkust van het schiereiland wordt voorts gevolgd door de 336,5 km lange East Coast Trail, een van Canada's bekende langeafstandswandelpaden.

### Natuur
Centraal op het schiereiland ligt het enorme Wildernisreservaat Avalon, evenals het eraan grenzende Natuurpark Salmonier. Verder noordwaarts ligt het Provinciaal Park Butter Pot. Andere provinciale parken op Avalon zijn het Provinciaal Park Marine Drive, het Provinciaal Park La Manche en het Provinciaal Park Chance Cove.
Aan de zuidkust ligt het Ecologisch Reservaat Mistaken Point, een werelderfgoedsite rijk aan fossielen. Ook het Ecologisch Reservaat Cape St. Mary's, een broedkolonie van zeevogels, ligt aan de zuidkust.
Er bevinden zich ook enkel watervallen op Avalon, waaronder de Rocky Riverwatervallen nabij Colinet.

## Geschiedenis
Het schiereiland Avalon is een van de eerste gebieden van Brits-Amerika dat permanente kolonisten kende. Zo was de nederzetting Cupids (1610) de tweede permanente Britse nederzetting in Noord-Amerika (na Jamestown in Virginia). De eerste langdurig succesvolle Britse kolonie op Newfoundland was de kolonie Avalon (1621), nabij het hedendaagse Ferryland. Het schiereiland nam later de naam aan van die kolonie, die van 1637 tot 1650 de facto als hoofdstad van de kolonie Newfoundland fungeerde.
Het noorden en oosten van het schiereiland maakte deel uit van de zogenaamde Engelse kust van Newfoundland. Langs de zuid- en westkust hadden de Fransen visserijrechten.
Het aan de westkust gelegen dorp Plaisance, het huidige Placentia, deed van 1655 tot 1713 dienst als "hoofdstad" van de Fransen te Newfoundland. Er werden op Castle Hill verschillende fortificaties opgetrokken. Bij de Vrede van Utrecht (1713) verloren de Fransen hun rechten en kwam het hele gebied onder Engels bestuur.

## Demografie
Het schiereiland Avalon telt bijna 270.000 inwoners waardoor het goed is voor meer dan de helft van de bevolkingsomvang van het eiland Newfoundland, dat nochtans meer dan tien keer zo groot is. De provinciehoofdstad St. John's bevindt zich aan de oostkust van Avalon. De aantrekkingskracht van die stad en haar metropoolregio zorgt ervoor dat Avalon in de 21e eeuw demografisch gezien jaar na jaar groeit.
| Demografische ontwikkeling van Avalon tussen 1991 en 2021                  |
| -------------------------------------------------------------------------- |
|                                                                            |
| Bron: Statistics Canada (1951–1986, 1991–1996, 2001–2006, 2011–2016, 2021) |

## Galerij

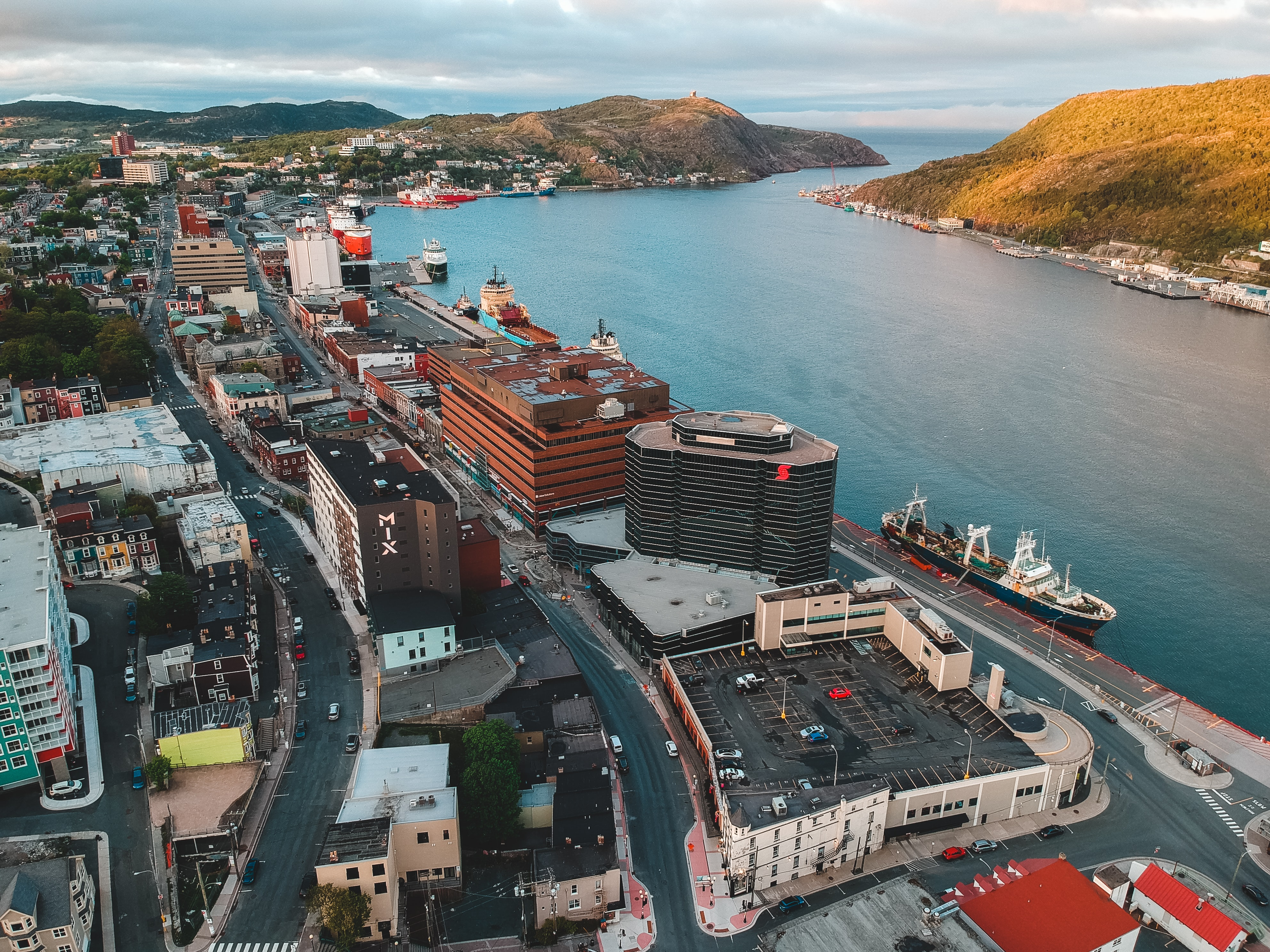
Zicht op Downtown St. John's
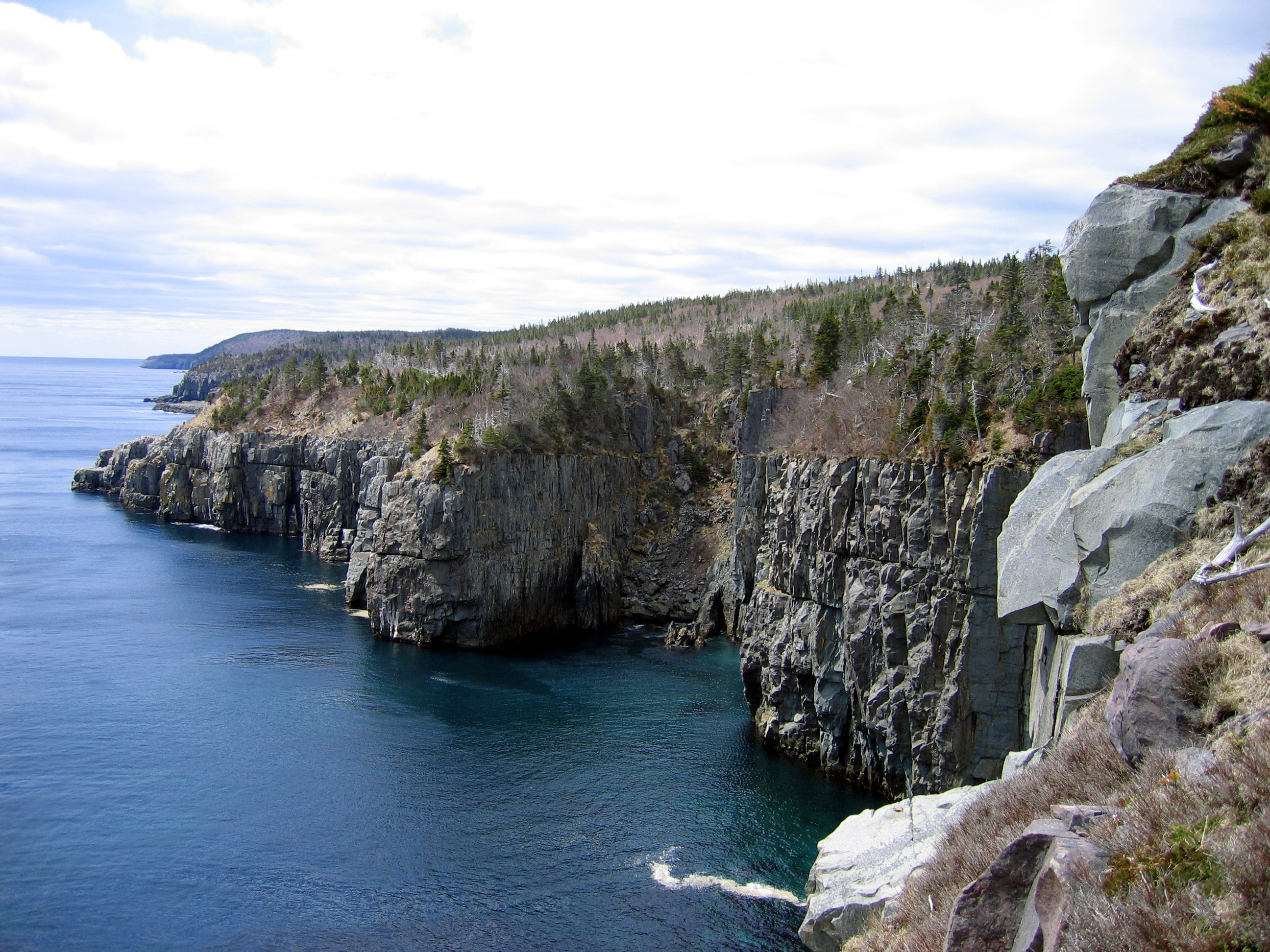
Kliffen aan de zuidkust van het schiereiland (bij Shoal Bay)
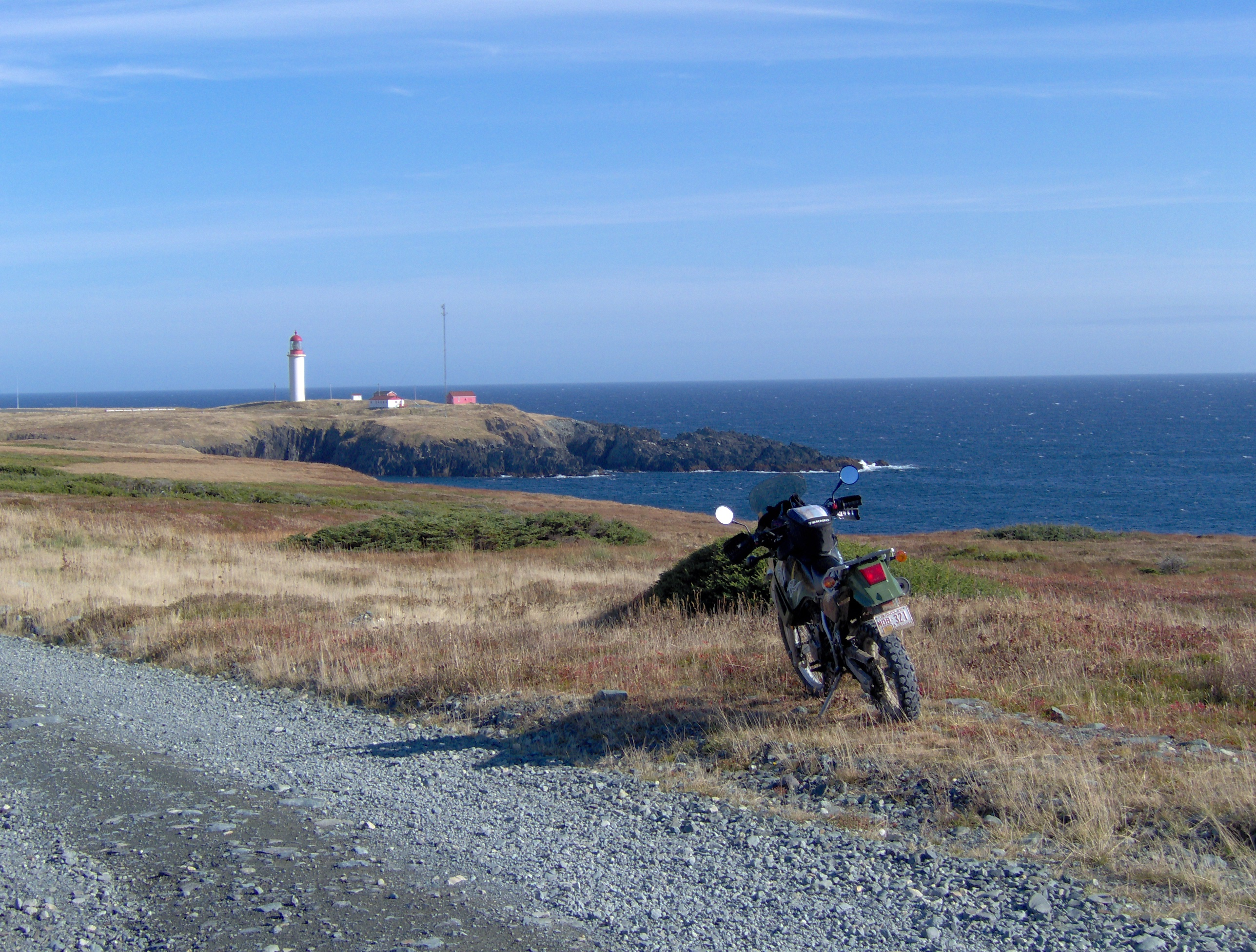
Zicht op Cape Race
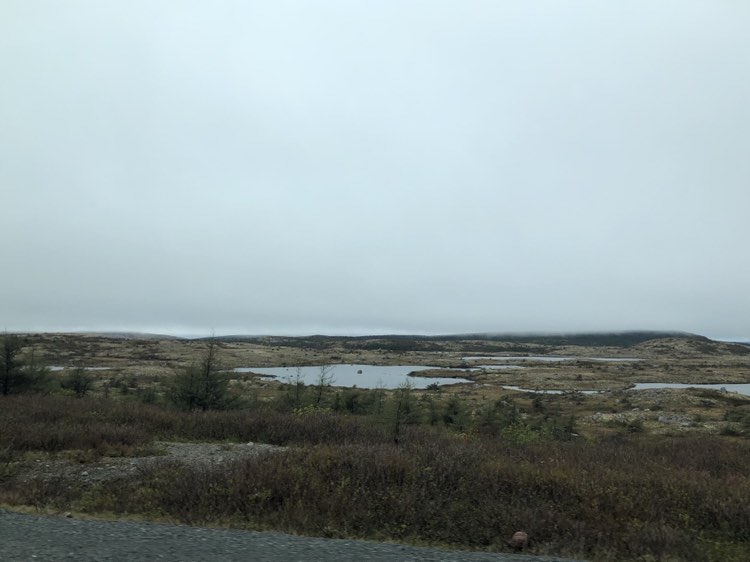
Landschap van het Provinciaal Park Butter Pot
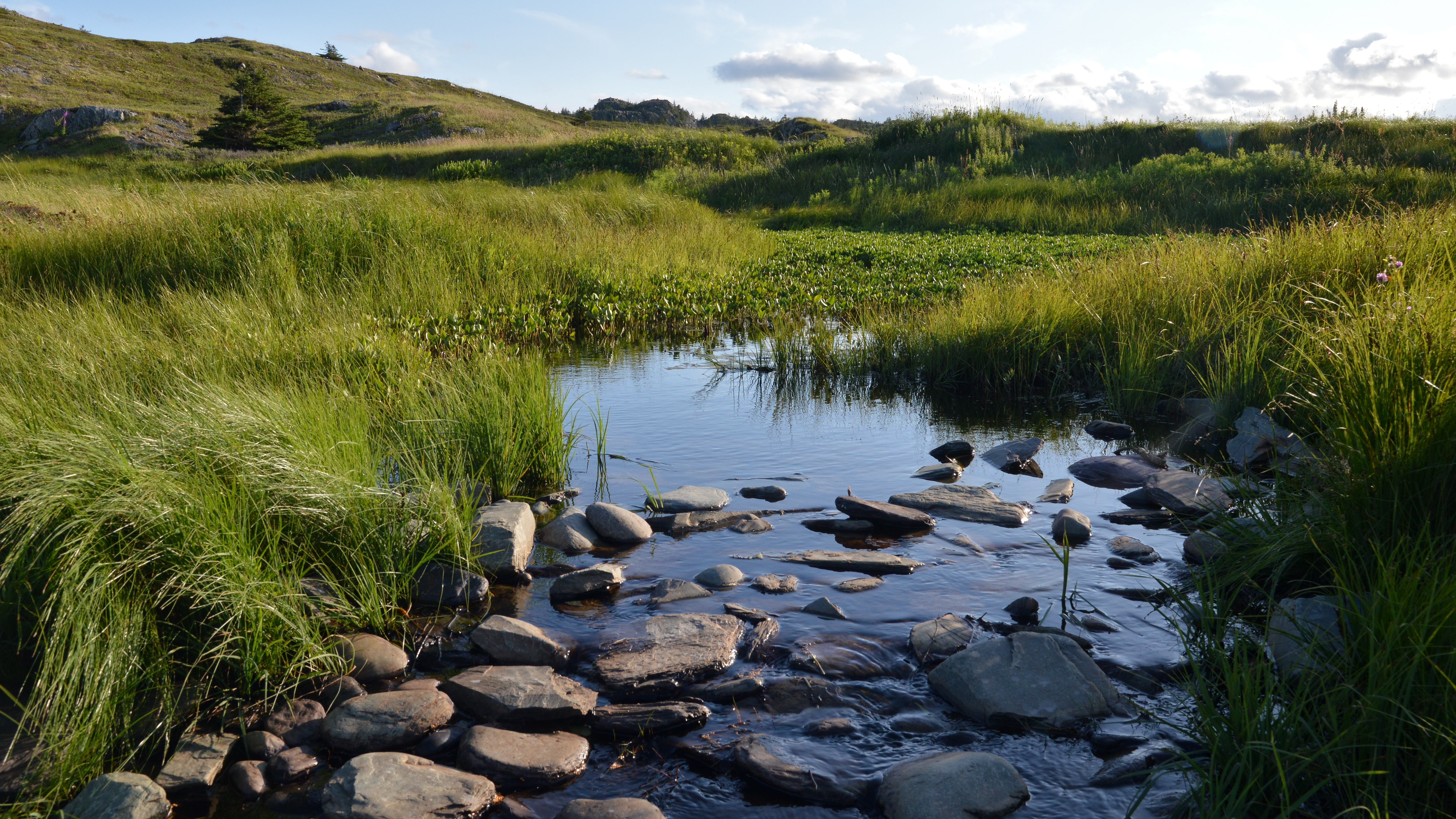
Beekje nabij Bay de Verde